# Profecia dos Papas

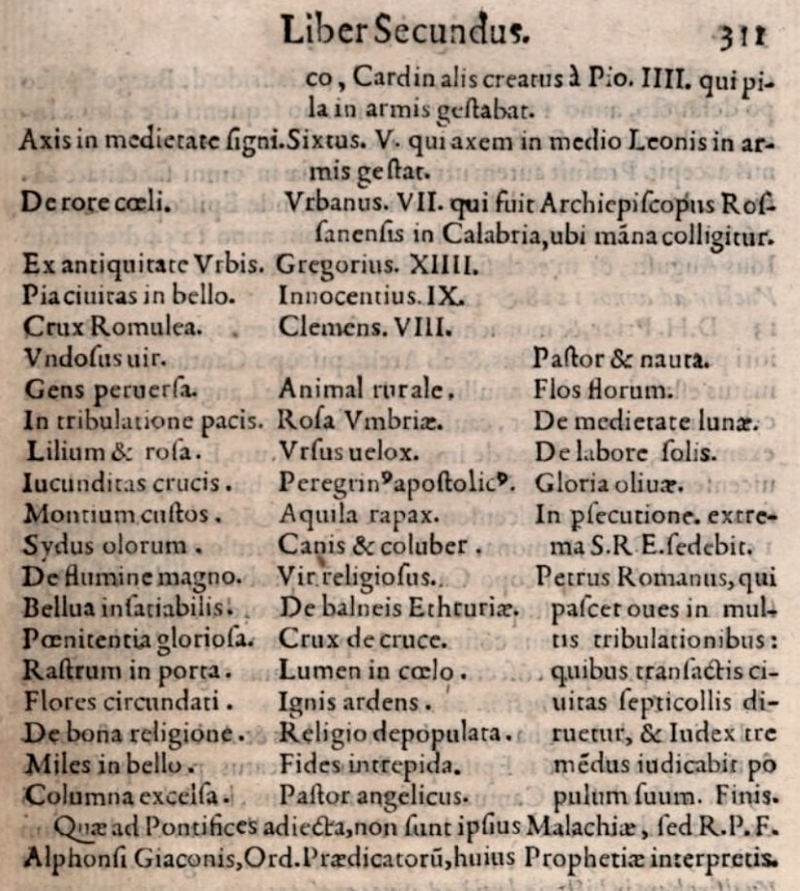
Página 311 do Lignum Vitæ (1595), na qual se podem ler as descrições dos papas Sisto V a Clemente VIII, e os mottos dos papas vindouros até Petrus Romanus.

A Profecia dos Papas, ou Profecia de São Malaquias (em latim: Prophetia Sancti Malachiae Archiepiscopi, de Summis Pontificibus), é uma série de 113 frases curtas crípticas em latim, as quais supostamente descreveriam, cada uma, um futuro Papa da Igreja Católica (incluindo alguns antipapas), iniciando com o Papa Celestino II.
As supostas profecias foram publicadas pela primeira vez pelo monge beneditino Arnold Wion em 1595. Wion atribuiu as profecias a São Malaquias, arcebispo de Armagh (Irlanda) no século XII.
Considerando que as descrições dos papas até 1590 são bastante acuradas, e as posteriores nem de perto alcançam o mesmo nível de exatidão, a maioria dos historiadores conclui que as supostas profecias foram forjadas, tendo sido escritas pouco antes de sua publicação. A Igreja Católica não tem posição oficial, mas alguns teólogos a consideram como forjada. As profecias podem ter sido criadas com o intuito de influenciar o resultado do segundo conclave de 1590, ao sugerir que era da vontade divina que o Cardeal Girolamo Simoncelli fosse escolhido como Papa.
O último dos 113 papas, denominado de Petrus Romanus (Pedro, o Romano), seria, de acordo com o texto publicado, o último papa da Igreja Católica Romana e veria a destruição de Roma.
O assunto possui ampla cobertura da mídia e da historiografia, e tem despertado o interesse de curiosos durante séculos.

## Papas de 1143 a 1595
| Papas anteriores à publicação de Lignum Vitae (1595) e cujos nomes aparecem no livro | Papas anteriores à publicação de Lignum Vitae (1595) e cujos nomes aparecem no livro | Papas anteriores à publicação de Lignum Vitae (1595) e cujos nomes aparecem no livro | Papas anteriores à publicação de Lignum Vitae (1595) e cujos nomes aparecem no livro | Papas anteriores à publicação de Lignum Vitae (1595) e cujos nomes aparecem no livro                     | Papas anteriores à publicação de Lignum Vitae (1595) e cujos nomes aparecem no livro                     |
| Papa No.                                                                             | Motto (Tradução)                                                                     | Nome de reinado (Reinado)                                                            | Nome                                                                                 | Referência histórica ou explicação                                                                       | Brasão                                                                                                   |
| ------------------------------------------------------------------------------------ | ------------------------------------------------------------------------------------ | ------------------------------------------------------------------------------------ | ------------------------------------------------------------------------------------ | --- | --- |
| Ex caſtro Tiberis.                                                                   | Ex caſtro Tiberis.                                                                   | Cœleſtinus. ij.                                                                      | Cœleſtinus. ij.                                                                      | Typhernas.                                                                                               | Typhernas.                                                                                               |
| 165                                                                                  | 1. De um castelo do Tibre                                                            | Celestino II (1143–1144)                                                             | Guido de Castello                                                                    | | |
| Inimicus expulſus.                                                                   | Inimicus expulſus.                                                                   | Lucius. ij.                                                                          | Lucius. ij.                                                                          | De familia Caccianemica.                                                                                 | De familia Caccianemica.                                                                                 |
| 166                                                                                  | 2. Inimigo expulso                                                                   | Lúcio II (1144–1145)                                                                 | Gherardo Caccianemici del Orso                                                       | | |
| Ex magnitudine mõtis.                                                                | Ex magnitudine mõtis.                                                                | Eugenius. iij.                                                                       | Eugenius. iij.                                                                       | Patria Ethruſcus oppido Montis magni.                                                                    | Patria Ethruſcus oppido Montis magni.                                                                    |
| 167                                                                                  | 3. Fora da grandeza da montanha                                                      | Eugênio III (1145–1153)                                                              | Bernardo Pignatelli                                                                  | | |
| Abbas Suburranus.                                                                    | Abbas Suburranus.                                                                    | Anaſtaſius. iiij.                                                                    | Anaſtaſius. iiij.                                                                    | De familia Suburra.                                                                                      | De familia Suburra.                                                                                      |
| 168                                                                                  | 4. Abade Suburran                                                                    | Anastácio IV (1153–1154)                                                             | Corrado Demetri della Suburra                                                        | | |
| De rure albo.                                                                        | De rure albo.                                                                        | Adrianus. iiij.                                                                      | Adrianus. iiij.                                                                      | Vilis natus in oppido Sancti Albani.                                                                     | Vilis natus in oppido Sancti Albani.                                                                     |
| 169                                                                                  | 5. Do campo branco                                                                   | Adriano IV (1154–1159)                                                               | Nicholas Breakspear                                                                  | | |
| Ex tetro carcere.                                                                    | Ex tetro carcere.                                                                    | Victor. iiij.                                                                        | Victor. iiij.                                                                        | Fuit Cardinalis S. Nicolai in carcere Tulliano.                                                          | Fuit Cardinalis S. Nicolai in carcere Tulliano.                                                          |
|                                                                                      | 6. Fora de uma prisão repugnante.                                                    | Vítor IV, Antipapa (1159–1164)                                                       | Ottaviano Monticello                                                                 | | |
| Via Tranſtiberina.                                                                   | Via Tranſtiberina.                                                                   | Calliſtus. iij. [sic]                                                                | Calliſtus. iij. [sic]                                                                | Guido Cremenſis Cardinalis S. Mariæ Tranſtiberim.                                                        | Guido Cremenſis Cardinalis S. Mariæ Tranſtiberim.                                                        |
|                                                                                      | 7. Estrada através do Tibre.                                                         | Pascoal III, Antipapa (1164–1168)                                                    | Guido di Crema                                                                       | | |
| De Pannonia Thuſciæ.                                                                 | De Pannonia Thuſciæ.                                                                 | Paſchalis. iij. [sic]                                                                | Paſchalis. iij. [sic]                                                                | Antipapa. Hungarus natione, Epiſcopus Card. Tuſculanus.                                                  | Antipapa. Hungarus natione, Epiſcopus Card. Tuſculanus.                                                  |
|                                                                                      | 8. De Tusculan Hungria                                                               | Calisto III, Antipapa (1168–1178)                                                    | Giovanni di Strumi                                                                   | | |
| Ex anſere cuſtode.                                                                   | Ex anſere cuſtode.                                                                   | Alexander. iij.                                                                      | Alexander. iij.                                                                      | De familia Paparona.                                                                                     | De familia Paparona.                                                                                     |
| 170                                                                                  | 9. Fora do ganso guardião                                                            | Alexandre III (1159–1181)                                                            | Orlando Bandinelli Paparoni                                                          | | |
| Lux in oſtio.                                                                        | Lux in oſtio.                                                                        | Lucius. iij.                                                                         | Lucius. iij.                                                                         | Lucenſis Card. Oſtienſis.                                                                                | Lucenſis Card. Oſtienſis.                                                                                |
| 171                                                                                  | 10. A luz de entrada                                                                 | Lúcio III (1181–1185)                                                                | Ubaldo Allucingoli                                                                   | | |
| Sus in cribro.                                                                       | Sus in cribro.                                                                       | Vrbanus. iij.                                                                        | Vrbanus. iij.                                                                        | Mediolanenſis, familia cribella, quæ Suem pro armis gerit.                                               | Mediolanenſis, familia cribella, quæ Suem pro armis gerit.                                               |
| 172                                                                                  | 11. Porco em uma peneira                                                             | Urbano III (1185–1187)                                                               | Umberto Crivelli                                                                     | | |
| Enſis Laurentii.                                                                     | Enſis Laurentii.                                                                     | Gregorius. viij.                                                                     | Gregorius. viij.                                                                     | Card. S. Laurentii in Lucina, cuius inſignia enſes falcati.                                              | Card. S. Laurentii in Lucina, cuius inſignia enſes falcati.                                              |
| 173                                                                                  | 12. A espada de São Lourenço                                                         | Gregório VIII (1187)                                                                 | Alberto De Morra                                                                     | | |
| De Schola exiet.                                                                     | De Schola exiet.                                                                     | Clemens. iij.                                                                        | Clemens. iij.                                                                        | Romanus, domo Scholari.                                                                                  | Romanus, domo Scholari.                                                                                  |
| 174                                                                                  | 13 Ele virá da escola                                                                | Clemente III (1187–1191)                                                             | Paolo Scolari                                                                        | | |
| De rure bouenſi.                                                                     | De rure bouenſi.                                                                     | Cœleſtinus. iij.                                                                     | Cœleſtinus. iij.                                                                     | Familia Bouenſi.                                                                                         | Familia Bouenſi.                                                                                         |
| 175                                                                                  | 14. De país de gado                                                                  | Celestino III (1191–1198)                                                            | Giacinto Bobone                                                                      | | |
| Comes Signatus.                                                                      | Comes Signatus.                                                                      | Innocentius. iij.                                                                    | Innocentius. iij.                                                                    | Familia Comitum Signiæ.                                                                                  | Familia Comitum Signiæ.                                                                                  |
| 176                                                                                  | 15. Contagem designada                                                               | Inocêncio III (1198–1216)                                                            | Lotario dei Conti di Segni                                                           | | |
| Canonicus de latere.                                                                 | Canonicus de latere.                                                                 | Honorius. iij.                                                                       | Honorius. iij.                                                                       | Familia Sabella, Canonicus S. Ioannis Lateranensis.                                                      | Familia Sabella, Canonicus S. Ioannis Lateranensis.                                                      |
| 177                                                                                  | 16. Canon a partir do lado                                                           | Honório III (1216–1227)                                                              | Cencio Savelli                                                                       | | |
| Auis Oſtienſis.                                                                      | Auis Oſtienſis.                                                                      | Gregorius. ix.                                                                       | Gregorius. ix.                                                                       | Familia Comitum Signiæ Epiſcopus Card. Oſtienſis.                                                        | Familia Comitum Signiæ Epiſcopus Card. Oſtienſis.                                                        |
| 178                                                                                  | 17. Pássaro de Ostia                                                                 | Gregório IX (1227–1241)                                                              | Ugolino dei Conti di Segni                                                           | | |
| Leo Sabinus.                                                                         | Leo Sabinus.                                                                         | Cœleſtinus iiij.                                                                     | Cœleſtinus iiij.                                                                     | Mediolanenſis, cuius inſignia Leo, Epiſcopus Card. Sabinus.                                              | Mediolanenſis, cuius inſignia Leo, Epiſcopus Card. Sabinus.                                              |
| 179                                                                                  | 18. Leão Sabine                                                                      | Celestino IV (1241)                                                                  | Goffredo Castiglioni                                                                 | | |
| Comes Laurentius.                                                                    | Comes Laurentius.                                                                    | Innocentius iiij.                                                                    | Innocentius iiij.                                                                    | domo flisca, Comes Lauaniæ, Cardinalis S. Laurentii in Lucina.                                           | domo flisca, Comes Lauaniæ, Cardinalis S. Laurentii in Lucina.                                           |
| 180                                                                                  | 19. Conde Lourenço                                                                   | Inocêncio IV (1243–1254)                                                             | Sinibaldo Fieschi                                                                    | | |
| Signum Oſtienſe.                                                                     | Signum Oſtienſe.                                                                     | Alexander iiij.                                                                      | Alexander iiij.                                                                      | De comitibus Signiæ, Epiſcopus Card. Oſtienſis.                                                          | De comitibus Signiæ, Epiſcopus Card. Oſtienſis.                                                          |
| 181                                                                                  | 20. Sinal da Óstia                                                                   | Alexandre IV (1254–1261)                                                             | Renaldo dei Signori di Ienne                                                         | | |
| Hieruſalem Campanię.                                                                 | Hieruſalem Campanię.                                                                 | Vrbanus iiii.                                                                        | Vrbanus iiii.                                                                        | Gallus, Trecenſis in Campania, Patriarcha Hieruſalem.                                                    | Gallus, Trecenſis in Campania, Patriarcha Hieruſalem.                                                    |
| 182                                                                                  | 21. Jerusalém de Champanhe                                                           | Urbano IV (1261–1264)                                                                | Jacques Pantaleon                                                                    | | |
| Draco depreſſus.                                                                     | Draco depreſſus.                                                                     | Clemens iiii.                                                                        | Clemens iiii.                                                                        | cuius inſignia Aquila vnguibus Draconem tenens.                                                          | cuius inſignia Aquila vnguibus Draconem tenens.                                                          |
| 183                                                                                  | 22. Dragão pressionado                                                               | Clemente IV (1265–1268)                                                              | Guido Fulcodi                                                                        | | |
| Anguinus uir.                                                                        | Anguinus uir.                                                                        | Gregorius. x.                                                                        | Gregorius. x.                                                                        | Mediolanenſis, Familia vicecomitum, quæ anguẽ pro inſigni gerit.                                         | Mediolanenſis, Familia vicecomitum, quæ anguẽ pro inſigni gerit.                                         |
| 184                                                                                  | 23. Sangue do homem                                                                  | Gregório X (1271–1276)                                                               | Tebaldo Visconti                                                                     | | |
| Concionator Gallus.                                                                  | Concionator Gallus.                                                                  | Innocentius. v.                                                                      | Innocentius. v.                                                                      | Gallus, ordinis Prædicatorum.                                                                            | Gallus, ordinis Prædicatorum.                                                                            |
| 185                                                                                  | 24. Pregador Francês                                                                 | Inocêncio V (1276)                                                                   | Pierre de Tarentaise                                                                 | | |
| Bonus Comes.                                                                         | Bonus Comes.                                                                         | Adrianus. v.                                                                         | Adrianus. v.                                                                         | Ottobonus familia Fliſca ex comitibus Lauaniæ.                                                           | Ottobonus familia Fliſca ex comitibus Lauaniæ.                                                           |
| 186                                                                                  | 25. Conde Bom                                                                        | Adriano V (1276)                                                                     | Ottobono Fieschi                                                                     | | |
| Piſcator Thuſcus.                                                                    | Piſcator Thuſcus.                                                                    | Ioannes. xxi.                                                                        | Ioannes. xxi.                                                                        | antea Ioannes Petrus Epiſcopus Card. Tuſculanus.                                                         | antea Ioannes Petrus Epiſcopus Card. Tuſculanus.                                                         |
| 187                                                                                  | 26. Pescador Toscano                                                                 | João XXI (1276–1277)                                                                 | Pedro Julião                                                                         | | |
| Roſa compoſita.                                                                      | Roſa compoſita.                                                                      | Nicolaus. iii.                                                                       | Nicolaus. iii.                                                                       | Familia Vrſina, quæ roſam in inſigni gerit, dictus compoſitus.                                           | Familia Vrſina, quæ roſam in inſigni gerit, dictus compoſitus.                                           |
| 188                                                                                  | 27. Composto Rosa                                                                    | Nicolau III (1277–1280)                                                              | Giovanni Gaetano Orsini                                                              | | |
| Ex teloneo liliacei Martini.                                                         | Ex teloneo liliacei Martini.                                                         | Martinus. iiii.                                                                      | Martinus. iiii.                                                                      | cuius inſignia lilia, canonicus, & theſaurarius S. Martini Turonen[sis].                                 | cuius inſignia lilia, canonicus, & theſaurarius S. Martini Turonen[sis].                                 |
| 189                                                                                  | 28. Do pedágio liriado de Martin                                                     | Martinho IV (1281–1285)                                                              | Simone de Brion                                                                      | | |
| Ex roſa leonina.                                                                     | Ex roſa leonina.                                                                     | Honorius. iiii.                                                                      | Honorius. iiii.                                                                      | Familia Sabella inſignia roſa à leonibus geſtata.                                                        | Familia Sabella inſignia roſa à leonibus geſtata.                                                        |
| 190                                                                                  | 29. Da Rosa Leonina                                                                  | Honório IV (1285–1287)                                                               | Giacomo Savelli                                                                      | | |
| Picus inter eſcas.                                                                   | Picus inter eſcas.                                                                   | Nicolaus. iiii.                                                                      | Nicolaus. iiii.                                                                      | Picenus patria Eſculanus.                                                                                | Picenus patria Eſculanus.                                                                                |
| 191                                                                                  | 30. Pica-pau entre alimentos                                                         | Nicolau IV (1288–1292)                                                               | Girolamo Masci                                                                       | | |
| Ex eremo celſus.                                                                     | Ex eremo celſus.                                                                     | Cœleſtinus. v.                                                                       | Cœleſtinus. v.                                                                       | Vocatus Petrus de morrone Eremita.                                                                       | Vocatus Petrus de morrone Eremita.                                                                       |
| 192                                                                                  | 31. Levantou do deserto                                                              | St. Celestino V (1294)                                                               | Pietro Angelerio da Morrone                                                          | | |
| Ex undarũ bn̑dictione.                                                                | Ex undarũ bn̑dictione.                                                                | Bonifacius. viii.                                                                    | Bonifacius. viii.                                                                    | Vocatus prius Benedictus, Caetanus, cuius inſignia undæ.                                                 | Vocatus prius Benedictus, Caetanus, cuius inſignia undæ.                                                 |
| 193                                                                                  | 32. Da bênção das ondas                                                              | Bonifácio VIII (1294–1303)                                                           | Benedetto Caetani                                                                    | | |
| Concionator patereus. [sic]                                                          | Concionator patereus. [sic]                                                          | Benedictus. xi.                                                                      | Benedictus. xi.                                                                      | qui uocabatur Frater Nicolaus, ordinis Prædicatorum.                                                     | qui uocabatur Frater Nicolaus, ordinis Prædicatorum.                                                     |
| 194                                                                                  | 33. Pregador de Patara                                                               | Bento XI (1303–1304)                                                                 | Nicholas Boccasini                                                                   | | |
| De feſſis aquitanicis.                                                               | De feſſis aquitanicis.                                                               | Clemens V.                                                                           | Clemens V.                                                                           | natione aquitanus, cuius inſignia feſſæ erant.                                                           | natione aquitanus, cuius inſignia feſſæ erant.                                                           |
| 195                                                                                  | 34. Dos infortúnios/faixas da Aquitânia                                              | Clemente V (1305–1314)                                                               | Bertrand de Got                                                                      | | |
| De ſutore oſſeo.                                                                     | De ſutore oſſeo.                                                                     | Ioannes XXII.                                                                        | Ioannes XXII.                                                                        | Gallus, familia Oſſa, Sutoris filius.                                                                    | Gallus, familia Oſſa, Sutoris filius.                                                                    |
| 196                                                                                  | 35. De um sapateiro magro                                                            | João XXII (1316–1334)                                                                | Jacques Duese                                                                        | | |
| Coruus ſchiſmaticus.                                                                 | Coruus ſchiſmaticus.                                                                 | Nicolaus V.                                                                          | Nicolaus V.                                                                          | qui uocabatur F. Petrus de corbario, contra Ioannem XXII. Antipapa Minorita.                             | qui uocabatur F. Petrus de corbario, contra Ioannem XXII. Antipapa Minorita.                             |
|                                                                                      | 36. Corvo cismático                                                                  | Nicolau V, Antipapa (1328–1330)                                                      | Pietro Rainalducci di Corvaro                                                        | | |
| Frigidus Abbas.                                                                      | Frigidus Abbas.                                                                      | Benedictus XII.                                                                      | Benedictus XII.                                                                      | Abbas Monaſterii fontis frigidi.                                                                         | Abbas Monaſterii fontis frigidi.                                                                         |
| 197                                                                                  | 37. Abade frio                                                                       | Bento XII (1334–1342)                                                                | Jacques Fournier                                                                     | | |
| De roſa Attrebatenſi.                                                                | De roſa Attrebatenſi.                                                                | Clemens VI.                                                                          | Clemens VI.                                                                          | Epiſcopus Attrebatenſis, cuius inſignia Roſæ.                                                            | Epiſcopus Attrebatenſis, cuius inſignia Roſæ.                                                            |
| 198                                                                                  | 38. Da rosa de Arras                                                                 | Clemente VI (1342–1352)                                                              | Pierre Roger                                                                         | | |
| De mõtibus Pãmachii.                                                                 | De mõtibus Pãmachii.                                                                 | Innocentius VI.                                                                      | Innocentius VI.                                                                      | Cardinalis SS. Ioannis & Pauli. T. Panmachii, cuius inſignia ſex montes erant.                           | Cardinalis SS. Ioannis & Pauli. T. Panmachii, cuius inſignia ſex montes erant.                           |
| 199                                                                                  | 39. Das montanhas do Pamáquio                                                        | Inocêncio VI (1352–1362)                                                             | Etienne Aubert                                                                       | | |
| Gallus Vicecomes.                                                                    | Gallus Vicecomes.                                                                    | Vrbanus V.                                                                           | Vrbanus V.                                                                           | nuncius Apoſtolicus ad Vicecomites Mediolanenſes.                                                        | nuncius Apoſtolicus ad Vicecomites Mediolanenſes.                                                        |
| 200                                                                                  | 40. Visconde Francês                                                                 | Urbano V (1362–1370)                                                                 | Guglielmo De Grimoard                                                                | | |
| Nouus de uirgine forti.                                                              | Nouus de uirgine forti.                                                              | Gregorius XI.                                                                        | Gregorius XI.                                                                        | qui uocabatur Petrus Belfortis, Cardinalis S. Mariæ nouæ.                                                | qui uocabatur Petrus Belfortis, Cardinalis S. Mariæ nouæ.                                                |
| 201                                                                                  | 41. Novo homem da virgem forte                                                       | Gregório XI (1370–1378)                                                              | Pierre Roger de Beaufort                                                             | | |
| Decruce Apoſtolica. [sic]                                                            | Decruce Apoſtolica. [sic]                                                            | Clemens VII.                                                                         | Clemens VII.                                                                         | qui fuit Preſbyter Cardinalis SS. XII. Apoſtolorũ cuius inſignia Crux.                                   | qui fuit Preſbyter Cardinalis SS. XII. Apoſtolorũ cuius inſignia Crux.                                   |
|                                                                                      | 42. Da cruz apostólica                                                               | Clemente VII, Antipapa (1378–1394)                                                   | Robert, Count of Geneva                                                              | | |
| Luna Coſmedina.                                                                      | Luna Coſmedina.                                                                      | Benedictus XIII.                                                                     | Benedictus XIII.                                                                     | antea Petrus de Luna, Diaconus Cardinalis S. Mariæ in Coſmedin.                                          | antea Petrus de Luna, Diaconus Cardinalis S. Mariæ in Coſmedin.                                          |
|                                                                                      | 43. Lua Cosmedina.                                                                   | Bento XIII, Antipapa (1394–1423)                                                     | Peter de Luna                                                                        | | |
| Schiſma Barchinoniũ.                                                                 | Schiſma Barchinoniũ.                                                                 | Clemens VIII.                                                                        | Clemens VIII.                                                                        | Antipapa, qui fuit Canonicus Barchinonenſis.                                                             | Antipapa, qui fuit Canonicus Barchinonenſis.                                                             |
|                                                                                      | 44. Cisma dos Barcelonas                                                             | Clemente VIII, Antipapa (1423–1429)                                                  | Gil Sanchez Muñoz                                                                    | | |
| De inferno prægnãti.                                                                 | De inferno prægnãti.                                                                 | Vrbanus VI.                                                                          | Vrbanus VI.                                                                          | Neapolitanus Pregnanus, natus in loco quæ dicitur Infernus.                                              | Neapolitanus Pregnanus, natus in loco quæ dicitur Infernus.                                              |
| 202                                                                                  | 45. De um inferno grávido.                                                           | Urbano VI (1378–1389)                                                                | Bartolomeo Prignano                                                                  | | |
| Cubus de mixtione.                                                                   | Cubus de mixtione.                                                                   | Bonifacius. IX.                                                                      | Bonifacius. IX.                                                                      | familia tomacella à Genua Liguriæ orta, cuius inſignia Cubi.                                             | familia tomacella à Genua Liguriæ orta, cuius inſignia Cubi.                                             |
| 203                                                                                  | 46. Cubo de uma mistura                                                              | Bonifácio IX (1389–1404)                                                             | Pietro Tomacelli                                                                     | | |
| De meliore ſydere.                                                                   | De meliore ſydere.                                                                   | Innocentius. VII.                                                                    | Innocentius. VII.                                                                    | uocatus Coſmatus de melioratis Sulmonenſis, cuius inſignia ſydus.                                        | uocatus Coſmatus de melioratis Sulmonenſis, cuius inſignia ſydus.                                        |
| 204                                                                                  | 47. De uma estrela melhor                                                            | Inocêncio VII (1404–1406)                                                            | Cosmo Migliorati                                                                     | | |
| Nauta de Ponte nigro.                                                                | Nauta de Ponte nigro.                                                                | Gregorius XII.                                                                       | Gregorius XII.                                                                       | Venetus, commendatarius eccleſiæ Nigropontis.                                                            | Venetus, commendatarius eccleſiæ Nigropontis.                                                            |
| 205                                                                                  | 48. Marinheiro de uma ponte negra                                                    | Gregório XII (1406–1415)                                                             | Angelo Correr                                                                        | | |
| Flagellum ſolis.                                                                     | Flagellum ſolis.                                                                     | Alexander. V.                                                                        | Alexander. V.                                                                        | Græcus Archiepiſcopus Mediolanenſis, inſignia Sol.                                                       | Græcus Archiepiſcopus Mediolanenſis, inſignia Sol.                                                       |
|                                                                                      | 49. Chicote do sol                                                                   | Alexandre V, Antipapa (1409–1410)                                                    | Petros Philarges                                                                     | | |
| Ceruus Sirenæ.                                                                       | Ceruus Sirenæ.                                                                       | Ioannes XXIII.                                                                       | Ioannes XXIII.                                                                       | Diaconus Cardinalis S. Euſtachii, qui cum ceruo depingitur, Bononiæ legatus, Neapolitanus.               | Diaconus Cardinalis S. Euſtachii, qui cum ceruo depingitur, Bononiæ legatus, Neapolitanus.               |
|                                                                                      | 50. Veado da sirene                                                                  | João XXIII, Antipapa (1410–1415)                                                     | Baldassarre Cossa                                                                    | | |
| Corona ueli aurei.                                                                   | Corona ueli aurei.                                                                   | Martinus V.                                                                          | Martinus V.                                                                          | Da família Colonna, o cardeal diácono de S. George, o véu dourado.                                       | Da família Colonna, o cardeal diácono de S. George, o véu dourado.                                       |
| 206                                                                                  | 51. Coroa da cortina de ouro                                                         | Martinho V (1417–1431)                                                               | Oddone Colonna                                                                       | | |
| Lupa Cœleſtina,                                                                      | Lupa Cœleſtina,                                                                      | Eugenius. IIII.                                                                      | Eugenius. IIII.                                                                      | Veneziano, um antigo cânon Celestino regular, e Senẽsis Bishop.                                          | Veneziano, um antigo cânon Celestino regular, e Senẽsis Bishop.                                          |
| 207                                                                                  | 52. Loba Celestial                                                                   | Eugênio IV (1431–1447)                                                               | Gabriele Condulmaro                                                                  | | |
| Amator Crucis.                                                                       | Amator Crucis.                                                                       | Felix. V.                                                                            | Felix. V.                                                                            | O duque de Sabóia, que foi chamado Amadæus, a cruz, a insígnia.                                          | O duque de Sabóia, que foi chamado Amadæus, a cruz, a insígnia.                                          |
|                                                                                      | 53. Amante da cruz                                                                   | Félix V, Antipapa (1439–1449)                                                        | Amadeus Duke of Savoy                                                                | | |
| De modicitate Lunæ.                                                                  | De modicitate Lunæ.                                                                  | Nicolaus V.                                                                          | Nicolaus V.                                                                          | Luna de Sarzana, nascido de pais humildes.                                                               | Luna de Sarzana, nascido de pais humildes.                                                               |
| 208                                                                                  | 54. Da mesquinhez de Luna                                                            | Nicolau V (1447–1455)                                                                | Tommaso Parentucelli                                                                 | | |
| Bos paſcens.                                                                         | Bos paſcens.                                                                         | Calliſtus. III.                                                                      | Calliſtus. III.                                                                      | O espanhol, cuja insígnia de gado de engorda.                                                            | O espanhol, cuja insígnia de gado de engorda.                                                            |
| 209                                                                                  | 55. Alimentação de Bovinos                                                           | Calisto III (1455–1458)                                                              | Alfonso Borja                                                                        | | |
| De Capra & Albergo.                                                                  | De Capra & Albergo.                                                                  | Pius. II.                                                                            | Pius. II.                                                                            | Siena, que foi secretário do cardeal & Albergato Capranico.                                              | Siena, que foi secretário do cardeal & Albergato Capranico.                                              |
| 210                                                                                  | 56. De uma cabra e uma estalagem                                                     | Pio II (1458–1464)                                                                   | Enea Silvio de Piccolomini                                                           | | |
| De Ceruo & Leone.                                                                    | De Ceruo & Leone.                                                                    | Paulus. II.                                                                          | Paulus. II.                                                                          | Gonzaga, que era o comendador Ceruiensis igreja cardeal & S. Mark.                                       | Gonzaga, que era o comendador Ceruiensis igreja cardeal & S. Mark.                                       |
| 211                                                                                  | 57. De um veado e leão                                                               | Paulo II (1464–1471)                                                                 | Pietro Barbo                                                                         | | |
| Piſcator minorita.                                                                   | Piſcator minorita.                                                                   | Sixtus. IIII.                                                                        | Sixtus. IIII.                                                                        | Filho de pescador, um franciscano.                                                                       | Filho de pescador, um franciscano.                                                                       |
| 212                                                                                  | 58. Pescador Minoritas                                                               | Sisto IV (1471–1484)                                                                 | Francesco Della Rovere                                                               | | |
| Præcurſor Siciliæ.                                                                   | Præcurſor Siciliæ.                                                                   | Innocentius VIII.                                                                    | Innocentius VIII.                                                                    | Ele foi chamado de João Batista, e ele viveu na corte do rei Afonso Sicilia.                             | Ele foi chamado de João Batista, e ele viveu na corte do rei Afonso Sicilia.                             |
| 213                                                                                  | 59. Precursor da Sicília                                                             | Inocêncio VIII (1484–1492)                                                           | Giovanni Battista Cibò                                                               | | |
| Bos Albanus in portu.                                                                | Bos Albanus in portu.                                                                | Alexander VI.                                                                        | Alexander VI.                                                                        | Alban e Cardeal Bispo do Porto, cuja insígnia de Bos.                                                    | Alban e Cardeal Bispo do Porto, cuja insígnia de Bos.                                                    |
| 214                                                                                  | 60. Bula de Alba no porto                                                            | Alexandre VI (1492–1503)                                                             | Rodrigo de Borgia                                                                    | | |
| De paruo homine.                                                                     | De paruo homine.                                                                     | Pius. III.                                                                           | Pius. III.                                                                           | Siena família Piccolomini.                                                                               | Siena família Piccolomini.                                                                               |
| 215                                                                                  | 61. De um homem pequeno                                                              | Pio III (1503)                                                                       | Francesco Todeschini Piccolomini                                                     | | |
| Fructus Iouis iuuabit.                                                               | Fructus Iouis iuuabit.                                                               | Iulius. II.                                                                          | Iulius. II.                                                                          | Ligúria, sua árvore de carvalho notável, árvore de Júpiter.                                              | Ligúria, sua árvore de carvalho notável, árvore de Júpiter.                                              |
| 216                                                                                  | 62. O fruto de Júpiter vai ajudar                                                    | Júlio II (1503–1513)                                                                 | Giuliano Della Rovere                                                                | | |
| De craticula Politiana.                                                              | De craticula Politiana.                                                              | Leo. X.                                                                              | Leo. X.                                                                              | filho de Lorenzo de Médici, e Angelo Poliziano estudioso.                                                | filho de Lorenzo de Médici, e Angelo Poliziano estudioso.                                                |
| 217                                                                                  | 63. De uma grelha Poliziana                                                          | Leão X (1513–1521)                                                                   | Giovanni de Medici                                                                   | | |
| Leo Florentius.                                                                      | Leo Florentius.                                                                      | Adrian. VI.                                                                          | Adrian. VI.                                                                          | Florentino filho, Leo emblemas de Seu.                                                                   | Florentino filho, Leo emblemas de Seu.                                                                   |
| 218                                                                                  | 64. Leão de Florença                                                                 | Adriano VI (1522–1523)                                                               | Adriaen Florenszoon Boeyens                                                          | | |
| Flos pilei ægri.                                                                     | Flos pilei ægri.                                                                     | Clemens. VII.                                                                        | Clemens. VII.                                                                        | Medici florentino casa, as marcas de suas esferas, e lírios.                                             | Medici florentino casa, as marcas de suas esferas, e lírios.                                             |
| 219                                                                                  | 65. Flor da pílula do doente                                                         | Clemente VII (1523–1534)                                                             | Giulio de Medici                                                                     | | |
| Hiacinthus medicorũ.                                                                 | Hiacinthus medicorũ.                                                                 | Paulus. III.                                                                         | Paulus. III.                                                                         | Farnesius que carrega flores para decorações, e um cartão. foi SS. Cosme e Damião.                       | Farnesius que carrega flores para decorações, e um cartão. foi SS. Cosme e Damião.                       |
| 220                                                                                  | 66. Jacinto dos médicos                                                              | Paulo III (1534–1549)                                                                | Alessandro Farnese                                                                   | | |
| De corona montana.                                                                   | De corona montana.                                                                   | Iulius. III.                                                                         | Iulius. III.                                                                         | anteriormente chamado João Maria do Monte.                                                               | anteriormente chamado João Maria do Monte.                                                               |
| 221                                                                                  | 67. Da coroa montanhosa                                                              | Júlio III (1550–1555)                                                                | Giovanni Maria Ciocchi del Monte                                                     | | |
| Frumentum flocidum. [sic]                                                            | Frumentum flocidum. [sic]                                                            | Marcellus. II.                                                                       | Marcellus. II.                                                                       | Hart & frumẽtum cuja insígnia, floccidum razão que ele viveu por um tempo curto no papado.               | Hart & frumẽtum cuja insígnia, floccidum razão que ele viveu por um tempo curto no papado.               |
| 222                                                                                  | 68. Grão insignificante                                                              | Marcelo II (1555)                                                                    | Marcello Cervini                                                                     | | |
| De fide Petri.                                                                       | De fide Petri.                                                                       | Paulus. IIII.                                                                        | Paulus. IIII.                                                                        | anteriormente chamado João Pedro Caraffa.                                                                | anteriormente chamado João Pedro Caraffa.                                                                |
| 223                                                                                  | 69. Da fé de Pedro                                                                   | Paulo IV (1555–1559)                                                                 | Giovanni Pietro Caraffa                                                              | | |
| Eſculapii pharmacum.                                                                 | Eſculapii pharmacum.                                                                 | Pius. IIII.                                                                          | Pius. IIII.                                                                          | uma vez chamado João Anjo Medici.                                                                        | uma vez chamado João Anjo Medici.                                                                        |
| 224                                                                                  | 70. Medicina de Esculápio                                                            | Pio IV (1559–1565)                                                                   | Giovanni Angelo de Medici                                                            | | |
| Angelus nemoroſus.                                                                   | Angelus nemoroſus.                                                                   | Pius. V.                                                                             | Pius. V.                                                                             | Michael foi nomeado, nasceu na cidade de Bosch.                                                          | Michael foi nomeado, nasceu na cidade de Bosch.                                                          |
| 225                                                                                  | 71. Anjo do bosque                                                                   | St. Pio V (1566–1572)                                                                | Antonio Ghislieri                                                                    | | |
| Medium corpus pilarũ.                                                                | Medium corpus pilarũ.                                                                | Gregorius. XIII.                                                                     | Gregorius. XIII.                                                                     | cujas distinções entre Dragão, o cardeal criado por Pio. 4. Ele estava carregando a bola em seus braços. | cujas distinções entre Dragão, o cardeal criado por Pio. 4. Ele estava carregando a bola em seus braços. |
| 226                                                                                  | 72. Metade do corpo das bolas                                                        | Gregório XIII (1572–1585)                                                            | Ugo Boncompagni                                                                      | | |
| Axis in medietate ſigni.                                                             | Axis in medietate ſigni.                                                             | Sixtus. V.                                                                           | Sixtus. V.                                                                           | o eixo no meio dos braços carrega um Leão.                                                               | o eixo no meio dos braços carrega um Leão.                                                               |
| 227                                                                                  | 73. Eixo no meio de um sinal.                                                        | Sisto V (1585–1590)                                                                  | Felice Peretti                                                                       | | |
| De rore cœli.                                                                        | De rore cœli.                                                                        | Vrbanus. VII.                                                                        | Vrbanus. VII.                                                                        | que foi arcebispo de Rossano na Calábria, onde o maná é recolhido.                                       | que foi arcebispo de Rossano na Calábria, onde o maná é recolhido.                                       |
| 228                                                                                  | 74. Do orvalho do céu                                                                | Urbano VII (1590)                                                                    | Giovanni Battista Castagna                                                           | | |
| Ex antiquitate Vrbis.                                                                | Ex antiquitate Vrbis.                                                                | Gregorius. XIIII.                                                                    | Gregorius. XIIII.                                                                    | | |
| 229                                                                                  | 75 Da antiguidade da cidade                                                          | Gregório XIV (1590–1591)                                                             | Niccolo Sfondrati                                                                    | | |
| Pia ciuitas in bello.                                                                | Pia ciuitas in bello.                                                                | Innocentius. IX.                                                                     | Innocentius. IX.                                                                     | | |
| 230                                                                                  | 76 Piedosa cidade em guerra                                                          | Inocêncio IX (1591)                                                                  | Giovanni Antonio Facchinetti                                                         | | |
| Crux Romulea.                                                                        | Crux Romulea.                                                                        | Clemens. VIII.                                                                       | Clemens. VIII.                                                                       | | |
| 231                                                                                  | 77 Cruz de Rômulo                                                                    | Clemente VIII (1592–1605)                                                            | Ippolito Aldobrandini                                                                | | |

## Papas de 1595 até à atualidade
| Papas posteriores à publicação de Lignum Vitae (1595), dos quais somente o motto consta no livro.                                                               | Papas posteriores à publicação de Lignum Vitae (1595), dos quais somente o motto consta no livro.                                                                                 | Papas posteriores à publicação de Lignum Vitae (1595), dos quais somente o motto consta no livro. | Papas posteriores à publicação de Lignum Vitae (1595), dos quais somente o motto consta no livro. | Papas posteriores à publicação de Lignum Vitae (1595), dos quais somente o motto consta no livro. | Papas posteriores à publicação de Lignum Vitae (1595), dos quais somente o motto consta no livro. |
| Papa No. | Motto (Tradução) | Nome de reinado (Reinado)                                                                         | Nome                                                                                              | Referência histórica ou explicação | Brasão                                                                                            |
| --- | --- | ------------------------------------------------------------------------------------------------- | ------------------------------------------------------------------------------------------------- | --- | ------------------------------------------------------------------------------------------------- |
| Vndoſus uir. | |                                                                                                   |                                                                                                   | |                                                                                                   |
| 232 | 78 Homem ondulado | Leão XI (1605)                                                                                    | Alessandro Ottaviano De Medici                                                                    | |                                                                                                   |
| Gens peruerſa. | |                                                                                                   |                                                                                                   | |                                                                                                   |
| 233 | 79 Nação corrompida | Paulo V (1605–1621)                                                                               | Camillo Borghese                                                                                  | |                                                                                                   |
| In tribulatione pacis. | |                                                                                                   |                                                                                                   | |                                                                                                   |
| 234 | 80 No trabalho de paz | Gregório XV (1621–1623)                                                                           | Alessandro Ludovisi                                                                               | O seu reino coincidiu com o rebentar da guerra dos trinta anos |                                                                                                   |
| Lilium et roſa. | |                                                                                                   |                                                                                                   | |                                                                                                   |
| 235 | 81 Lirio e rosa | Urbano VIII (1623–1644)                                                                           | Maffeo Barberini                                                                                  | |                                                                                                   |
| Iucunditas crucis. | |                                                                                                   |                                                                                                   | |                                                                                                   |
| 236 | 82 Alegria da cruz | Inocêncio X (1644–1655)                                                                           | Giovanni Battista Pamphili                                                                        | |                                                                                                   |
| Montium cuſtos. | |                                                                                                   |                                                                                                   | |                                                                                                   |
| 237 | 83 Guarda das montanhas | Alexandre VII (1655–1667)                                                                         | Fabio Chigi                                                                                       | |                                                                                                   |
| Sydus olorum. | |                                                                                                   |                                                                                                   | |                                                                                                   |
| 238 | 84 Estrela dos cisnes | Clemente IX (1667–1669)                                                                           | Giulio Rospigliosi                                                                                | |                                                                                                   |
| De flumine magno. | |                                                                                                   |                                                                                                   | |                                                                                                   |
| 239 | 85 De um grande rio | Clemente X (1670–1676)                                                                            | Emilio Altieri                                                                                    | O Papa Clemente era nativo de Roma |                                                                                                   |
| Bellua inſatiabilis. | |                                                                                                   |                                                                                                   | |                                                                                                   |
| 240 | 86 Besta insaciável | Inocêncio XI (1676–1689)                                                                          | Benedetto Odescalchi                                                                              | O Papa Inocêncio tinha um leão no seu brasão. |                                                                                                   |
| Pœnitentia glorioſa. | |                                                                                                   |                                                                                                   | |                                                                                                   |
| 241 | 87 Penitência gloriosa | Alexandre VIII (1689–1691)                                                                        | Pietro Ottoboni                                                                                   | |                                                                                                   |
| Raſtrum in porta. | |                                                                                                   |                                                                                                   | |                                                                                                   |
| 242 | 88 Ancinho na porta | Inocêncio XII (1691–1700)                                                                         | Antonio Pignatelli del Rastrello                                                                  | |                                                                                                   |
| Flores circundati. | |                                                                                                   |                                                                                                   | |                                                                                                   |
| 243 | 89 Flores rodeadas | Clemente XI (1700–1721)                                                                           | Giovanni Francesco Albani                                                                         | |                                                                                                   |
| De bona religione. | |                                                                                                   |                                                                                                   | |                                                                                                   |
| 244 | 90 De boa religião | Inocêncio XIII (1721–1724)                                                                        | Michelangelo dei Conti                                                                            | |                                                                                                   |
| Miles in bello. | |                                                                                                   |                                                                                                   | |                                                                                                   |
| 245 | 91 Soldado na Guerra | Bento XIII (1724–1730)                                                                            | Pietro Francesco Orsini                                                                           | |                                                                                                   |
| Columna excelſa. | |                                                                                                   |                                                                                                   | |                                                                                                   |
| 246 | 92 Coluna elevada | Clemente XII (1730–1740)                                                                          | Lorenzo Corsini                                                                                   | |                                                                                                   |
| Animal rurale. | |                                                                                                   |                                                                                                   | |                                                                                                   |
| 247 | 93 Animal rural | Bento XIV (1740–1758)                                                                             | Marcello Lambertini                                                                               | |                                                                                                   |
| Roſa Vmbriæ. | |                                                                                                   |                                                                                                   | |                                                                                                   |
| 248 | 94 Rosa da Umbria | Clemente XIII (1758–1769)                                                                         | Carlo Rezzonico                                                                                   | |                                                                                                   |
| Vrſus uelox. | |                                                                                                   |                                                                                                   | |                                                                                                   |
| 249 | 95 Urso rápido | Clemente XIV (1769–1774)                                                                          | Lorenzo Giovanni Vincenzo Antonio Ganganelli                                                      | A familia Ganganelli possui um urso a correr no seu brasão. |                                                                                                   |
| Peregrin9 apoſtolic9. | |                                                                                                   |                                                                                                   | |                                                                                                   |
| 250 | 96 Peregrino apostólico | Pio VI (1775–1799)                                                                                | Giovanni Angelico Braschi                                                                         | |                                                                                                   |
| Aquila rapax. | |                                                                                                   |                                                                                                   | |                                                                                                   |
| 251 | 97 Águia voraz | Pio VII (1800–1823)                                                                               | Barnaba Chiaramonti                                                                               | |                                                                                                   |
| Canis & coluber. | |                                                                                                   |                                                                                                   | |                                                                                                   |
| 252 | 98 Cão e víbora | Leão XII (1823–1829)                                                                              | Annibale Sermattei della Genga                                                                    | |                                                                                                   |
| Vir religioſus. | |                                                                                                   |                                                                                                   | |                                                                                                   |
| 253 | 99 Homem religioso | Pio VIII (1829–1830)                                                                              | Francesco Saverio Castiglioni                                                                     | |                                                                                                   |
| De balneis Ethruriæ. | |                                                                                                   |                                                                                                   | |                                                                                                   |
| 254 | 100 Dos banhos da Toscana | Gregório XVI (1831–1846)                                                                          | Mauro, or Bartolomeo Alberto Cappellari                                                           | Pertencia a uma ordem religiosa pouco conhecida, os Camaldulos, fundada por São Romualdo em Banhos, na Toscana. |                                                                                                   |
| Crux de cruce. | |                                                                                                   |                                                                                                   | |                                                                                                   |
| 255 | 101 Cruzar da cruz | Bl. Pio IX (1846–1878)                                                                            | Giovanni Maria Mastai Ferretti                                                                    | Durante seu Pontificado a Cidade de Roma foi invadida e conquistada pelo Reino da Itália. |                                                                                                   |
| Lumen in cœlo. | |                                                                                                   |                                                                                                   | |                                                                                                   |
| 256 | 102 Luz no céu | Leão XIII (1878–1903)                                                                             | Vincenzo Gioacchino Raffael Luigi Pecci                                                           | O seu brasão tinha uma estrela cadente |                                                                                                   |
| Ignis ardens. | |                                                                                                   |                                                                                                   | |                                                                                                   |
| 257 | 103 Fogo ardente | St. Pio X (1903–1914)                                                                             | Giuseppe Melchiorre Sarto                                                                         | |                                                                                                   |
| Religio depopulata. | |                                                                                                   |                                                                                                   | |                                                                                                   |
| 258 | 104 Religião despovoada | Bento XV (1914–1922)                                                                              | Giacomo Paolo Giovanni Battista Della Chiesa                                                      | Seu pontificado coincidiu com a 1a Guerra Mundial e a Revolução Russa, com enorme perda de vidas. |                                                                                                   |
| Fides intrepida. | |                                                                                                   |                                                                                                   | |                                                                                                   |
| 259 | 105 Fé intrépida (destemida) | Pio XI (1922–1939)                                                                                | Ambrogio Damiano Achille Ratti                                                                    | Criticou abertamente o regime fascista de Mussolini na encíclica Non abbiamo bisogno e o nazismo na Alemanha na encíclica Mit brennender Sorge; morreu logo em seguida de forma misteriosa |                                                                                                   |
| Paſtor angelicus. | |                                                                                                   |                                                                                                   | |                                                                                                   |
| 260 | 106 Pastor angélico | Ven. Pio XII (1939–1958)                                                                          | Eugenio Maria Giuseppe Giovanni Pacelli                                                           | Afirmou ter recebido visões, algumas das quais ainda estão por revelar |                                                                                                   |
| Paſtor & nauta. | |                                                                                                   |                                                                                                   | |                                                                                                   |
| 261 | 107 Pastor e marinheiro | São João XXIII (1958–1963)                                                                        | Angelo Giuseppe Roncalli                                                                          | Em seu brasão figura o leão alado símbolo da cidade portuária de Veneza |                                                                                                   |
| Flos florum. | |                                                                                                   |                                                                                                   | |                                                                                                   |
| 262 | 108 Flor das flores | São Paulo VI (1963–1978)                                                                          | Giovanni Battista Enrico Antonio Maria Montini                                                    | O seu brasão contém três flores de lis, a "flor das flores". |                                                                                                   |
| De medietate lunæ. | |                                                                                                   |                                                                                                   | |                                                                                                   |
| 263 | 109 Do meio da lua | Beato João Paulo I (1978)                                                                         | Albino Luciani                                                                                    | O seu reinado começou com uma lua em quarto crescente e durou 33 dias, aproximadamente o período de uma lunação. |                                                                                                   |
| De labore ſolis. | |                                                                                                   |                                                                                                   | |                                                                                                   |
| 264 | 110 Do trabalho do sol | São João Paulo II (1978–2005)                                                                     | Karol Józef Wojtyła                                                                               | Nasceu e morreu em dias de eclipses solares. |                                                                                                   |
| Gloria oliuæ. | |                                                                                                   |                                                                                                   | |                                                                                                   |
| 265 | 111 Glória da oliveira | Bento XVI (2005–2013)                                                                             | Joseph Aloisius Ratzinger                                                                         | Antes de ser papa era o Prefeito da Congregação para a Doutrina da Fé, em cujo brasão havia um ramo de oliveira. |                                                                                                   |
| In perſecutione extrema S.R.E. ſedebit. | |                                                                                                   |                                                                                                   | |                                                                                                   |
| 266 | 112 Na perseguição extrema à Sagrada Igreja Romana, sentar-se-á. | Francisco (2013–2025)                                                                             | Jorge Mario Bergoglio                                                                             | Francisco foi um papa reformista e progressista que enfrentou muita resistência da ala mais conservadora da "Cúria Romana". Sendo que em seus períodos mais conturbados e de tomadas de decisões mais polêmicas ele passou a andar de cadeira de rodas. O que evoca a sua descrição da profecia: "Durante a última perseguição à Sagrada Igreja Romana, ele assentará". |                                                                                                   |
| "Petrus Romanus, qui pascet oves in multis tribulatiónibus; quibus transáctis, civitas septicóllis diruétur, et ludex treméndus iudicábit pópulum ſuum. Finis". | |                                                                                                   |                                                                                                   | |                                                                                                   |
| 267 | 113 Pedro, o Romano, que apascentará as ovelhas em meio a muitas tribulações. Passadas estas, será destruída a cidade das sete colinas e o Tremendo Juiz julgará o Seu povo. Fim. | Leão XIV (2025-presente)                                                                          | Robert Francis Prevost                                                                            | Seu sobrenome de batismo "Prevost", quando anagramizado, se torna "Petrvos", quase o mesmo que "Petrus" ("Pedro", em latim). | Coat_of_Arms_of_Pope_Leo_XIV                                                                      |